# Мезьер, Ульрих де
Ульрих де Мезьер [də mɛˈzjɛʀ], полное имя Карл Эрнст Ульрих де Мезьер (нем. Karl Ernst Ulrich de Maizière), (24 февраля 1912, Штаде, Пруссия — 26 августа 2006 или 27 августа 2006, Бонн, Северный Рейн-Вестфалия) — представитель знатной семьи французов-гугенотов, известный немецкий военачальник, генерал-инспектор бундесвера.

## Биография
- 1912—1930 годы — сын госслужащего,  учёного-юриста, офицера запаса Вальтера де Мезьера (нем. Walter de Maizière) и Элизабет (урождённой Дюкерс нем. Elsbeth Dückers)[6], Ульрих де Мезьер первоначально мечтал стать музыкантом. Он учился в ганноверской гуманистической гимназии имени кайзера Вильгельма (нем. Kaiser-Wilhelm- und Ratsgymnasium Hannover), много читал и хорошо играл на фортепьяно. Однако после получения абитура изменил свои планы, став юнкером 5-го пехотного полка в Щецине[5][7].
- 1930—1945 годы — как кадрового военного его регулярно повышали по службе в рейхсвере и вермахте. В 1943 году он стал подполковником. Был ранен на Восточном фронте, попал в плен[7]. В британском лагере для военнопленных на территории Бельгии заведовал библиотекой, где было 750 книг[8].
- 1945—1947 годы — в последние месяцы войны был первым офицером Генерального штаба и принимал участие в переговорах с Красной армией о капитуляции Германии[7].
- 1947—1951 годы — обучение и работа в сфере книжной и нотной торговли[7].
- 1951—1972 годы — кадровая военная служба. В 1962 году награждён лично французским президентом  Шарлем де Голлем за вклад в развитие франко-германской дружбы орденом Почётного легиона. Активное участие в создании бундесвера,  с 1966 года до выхода в отставку (1972)—  генерал-инспектор бундесвера[5], генерал сухопутных войск[7][9].
- 1972—2006 годы — консультации и сотрудничество с Федеральным министерством обороны Германии и НАТО[5].

|                        |  |                                              |  |
| Ульрих де Мезьер, 2005 |  | Презентация книги к 100-летнему юбилею, 2012 |  |

## Семья
В 1944 году Ульрих де Мезьер взял в жёны Еву Вернер, ставшую впоследствии известной  ваятельницей.
В семье — две дочери: Барбара (нем. Barbara), Корнелия (нем. Cornelia) и два сына: Андреас де Мезьер, Томас де Мезьер.

## Награды и почести
- 1962 — командор ордена Почётного легиона (нем. Komturkreuz der Ehrenlegion)
- 1964 — (нем. «Freiherr-vom-Stein-Preis» der Alfred Toepfer Stiftung F. V. S.»)
- 1969 — командор ордена «Легион почёта» (нем. Kommandeurskreuz der Legion of Merit)
- 1969 — великий офицер ордена Почётного легиона (нем. Großoffizierskreuz der Ehrenlegion)
- 1970 — Большой крест со звездой и плечевой лентой (нем. Großes Bundesverdienstkreuz mit Stern und Schulterband)
- 1983 — (нем. Ehrenpräsident der «Clausewitz-Gesellschaft»)
- 1986 — (нем. Hermann Ehlers Preis der «Hermann Ehlers Stiftung»)